# Mandato do Pacífico Sul
O Mandato das Ilhas do Pacífico ou Mandato do Pacífico Sul (em japonês: 日本 委任 统治 领 南洋 群岛, nihon yo inintōchi Nanyo gunto) foi um território sob mandato da Liga das Nações por administração do Império do Japão, durante os anos de 1914 e 1947, que incluiu várias ilhas do Pacífico.
O mandato foi estabelecido após a derrota da Império Alemão durante a Primeira Guerra Mundial pelo Tratado de Versalhes em 1919. Incluía parte da colônia alemã de Nova Guiné: Ilhas Carolinas, Palau, Ilhas Marianas (exceto Guam, sob domínio dos EUA), Estados Federados da Micronésia, Nauru e Ilhas Marshall.
Após a Segunda Guerra Mundial, a área foi ocupada pelos Estados Unidos e colocada em 1947, sob mandato da ONU, tornando-se o Protectorado das Ilhas do Pacífico das Nações Unidas.

## Origem
O interesse japonês no que chamou de"Mares do Sul" (南洋, Nan'yō) começou no século 19, antes de sua expansão imperial na Coreia e na Dinastia Qing. Em 1875, os navios da recém-criada Marinha Imperial Japonesa começaram a realizar missões de treinamento na área. Shiga Shigetake, um escritor que acompanhou um cruzeiro da Marinha à região em 1886, publicou seuSituação Atual nos Mares do Sul  (南洋 時事, Nan'yō jiji) em 1887 , marcando a primeira vez que um civil japonês publicou um relato em primeira mão da Micronésia. Três anos depois, Shiga defendeu a anexação da área, alegando que isso "estimularia um espírito expedicionário na desmoralizada raça japonesa. " Apesar do apelo que o imperialismo exercia sobre o público japonês na época, nem o governo da Meiji nem a Marinha apreenderam quaisquer pretextos para cumprir essa aspiração popular. Foi por meio das operações comerciais de pescadores e comerciantes que os japoneses começaram a ter uma presença mais ampla na região, que continuou a crescer apesar dos desafios dos concorrentes interesses comerciais alemães. Embora o entusiasmo do público japonês pela expansão para o sul havia diminuído na virada do século, vários intelectuais, homens de negócios e oficiais militares importantes continuaram a defendê-la. Entre eles estavam o almirante Satō Tetsutarō e o membro da Dieta Takekoshi Yosaburō. Este último declarou que o futuro do Japão "não está no norte, mas no sul, não no continente, mas no oceano" e que sua "grande tarefa" era "transformar o Pacífico em um lago japonês".
Com a eclosão da Primeira Guerra Mundial, o império incluía Taiwan, Coreia, as Ilhas Ryukyu, a metade sul de Sakhalin ilha (Prefeitura de Karafuto), as Ilhas Curilas e Port Arthur (Território arrendado de Kwantung). A política de Nanshin-ron ("Doutrina de Expansão do Sul "), popular com a Marinha Imperial Japonesa, sustentou que o Sudeste Asiático e as Ilhas do Pacífico eram as áreas de maior valor potencial para o Império Japonês para a expansão econômica e territorial.
A Aliança Anglo-Japonesa de 1902 foi assinada principalmente para servir aos interesses comuns da Grã-Bretanha e do Japão de se opor à expansão russa. Entre outras disposições, o tratado convocava cada parte a apoiar a outra em uma guerra contra mais de uma potência, embora não exigisse que um Estado signatário entrasse em guerra para ajudar a outra. Poucas horas após a declaração de guerra da Grã-Bretanha à Alemanha em 1914, o Japão invocou o tratado e se ofereceu para declarar guerra ao Império Alemão se pudesse tomar territórios alemães na China e no Pacífico Sul. O governo britânico pediu oficialmente ao Japão ajuda para destruir os invasores da Marinha Imperial Alemã em e ao redor das águas chinesas, e o Japão enviou à Alemanha um ultimato exigindo que desocupa a China e as Marshall, Marianas e Ilhas Carolinas. O ultimato ficou sem resposta e o Japão declarou formalmente guerra à Alemanha em 23 de agosto de 1914. 

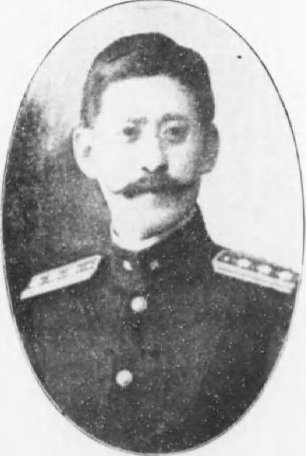
Tezuka Toshirō, o primeiro governador do Mandato do Pacífico Sul.

O Japão participou de uma operação conjunta com as forças britânicas no outono de 1914 no Cerco de Tsingtao (Qingdao) para capturar a concessão da Baía de Kiauchau na província chinesa de Shandong. A Marinha Japonesa foi encarregada de perseguir e destruir o Esquadrão Alemão do Leste Asiático

## Administração
Após a ocupação inicial das ilhas pelos japoneses, foi adotada uma política de sigilo. O Japão deixou claro que não recebia bem a entrada de navios estrangeiros nas águas da Micronésia, mesmo os de seus aliados de guerra. Durante os primeiros cinco anos em que o Japão ocupou as ilhas, consolidou sua presença e as ilhas se tornaram uma colônia japonesa virtual. A Marinha Imperial Japonesa (IJN) dividiu o território em cinco distritos navais em Palau, Saipan, Chuuk, Ponape e Atol de Jaluit , todos reportando-se a um contra-almirante no quartel-general naval em Truk.
Uma proposta na  Conferência de Versalhes para permitir que o comércio e a migração entre aquelas ilhas fossem administradas pelo Japão e aquelas a serem administradas pela Austrália e Nova Zelândia foi rejeitada. O Japão pôde continuar administrando as ilhas como se fossem possessões coloniais, mantendo suas águas fora do alcance de estrangeiros. Quando as ilhas se tornaram legalmente um mandato da Liga das Nações, seu status de Classe C deu ao Japão o controle direto sobre seu sistema jurídico doméstico. O Japão os administrou como território japonês e como parte do Império Japonês. Esta situação continuou mesmo depois que o Japão se retirou da Liga das Nações em 1935 e perdeu sua reivindicação legal de administrar as ilhas.

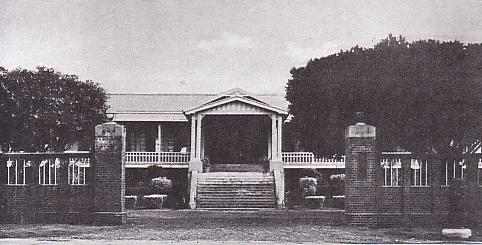
Sede do governo do Mandato do Pacífico Sul em Saipã.

Militar e economicamente, Saipan, no arquipélago das Marianas, foi a ilha mais importante no Mandato dos Mares do Sul e se tornou o centro da colonização japonesa subsequente. As cidades de Garapan (em Saipan), Koror (em Palau) e Colônia (em Ponape) foram desenvolvidas para se assemelharem a pequenas cidades do Japão, com cinemas, restaurantes, salões de beleza e casas de gueixas. Outra ilha importante foi Truk, no arquipélago das Carolinas, que foi fortificada como uma grande base da marinha pelo IJN.

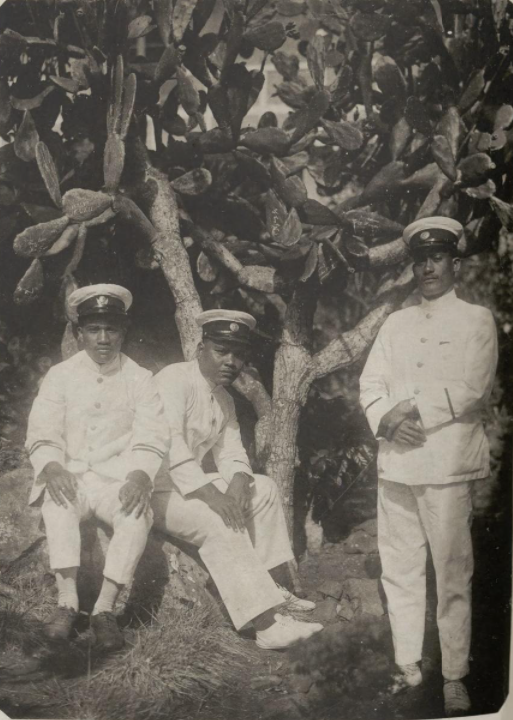
Nativos da Micronésia assistente de ensino (à esquerda) e policiais (no meio e à direita) da Ilha Japonesa de Truk, por volta de 1930. Truk tornou-se uma possessão do Império do Japão sob um mandato da Liga das Nações após a derrota da Alemanha na Primeira Guerra Mundial.

Entre 1914 e 1920, as ilhas iniciaram uma lenta transição da administração naval para a administração civil. Em 1920, toda a autoridade havia sido transferida da Força de Defesa Naval para o Gabinete de Assuntos Civis, que era diretamente responsável pelo Ministério da Marinha. Inicialmente baseado em Truk, o Gabinete de Assuntos Civis foi transferido para Koror nas ilhas Palau em 1921. As guarnições navais foram dissolvidas para cumprir os termos do Mandato. Em abril de 1922, um civil o governo foi estabelecido em cada um dos seis distritos administrativos (Saipan, Palau, Yap, Truk, Ponape e Jaluit) na forma de um departamento de administração civil que ainda reportava ao comandante da guarnição naval local.[carece de fontes?] Ao mesmo tempo, um posto de Governador do Mandato dos Mares do Sul foi criado. Os governadores eram em sua maioria almirantes ou vice-almirantes, pois a administração inicialmente ainda era responsabilidade do IJN. O governador reportava-se diretamente ao primeiro-ministro do Japão. Após o estabelecimento do Ministério de Assuntos Coloniais em junho de 1929, o governador reportou-se ao Ministro de Assuntos Coloniais. O estabelecimento do "Governo dos Mares do Sul" ou "Nan'yo-Cho" em março de 1932 finalmente colocou o governo das ilhas sob uma administração puramente civil. Quando o Ministério de Assuntos Coloniais foi absorvido pelo [ [Ministério da Grande Ásia Oriental]] em novembro de 1942, o primado do IJN foi novamente reconhecido com a nomeação de um almirante como governador. Além disso, os seis distritos administrativos foram reduzidos a três em novembro de 1943: Norte, Leste e Oeste.[carece de fontes?]

## População

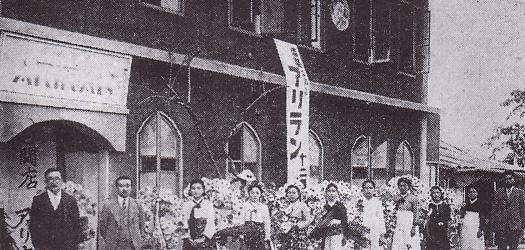
Café coreano em Saipã, 1939

A população das ilhas aumentou durante o período do mandato como resultado da colonização japonesa na Micronésia. Os colonos foram inicialmente retirados da Ilha de Okinawa e das outras Ilhas Ryukyu, mas os imigrantes subsequentemente vieram de outras partes do Japão, particularmente da região de Tōhoku desprovida economicamente. Os trabalhadores agrícolas foram seguidos por lojistas, restaurantes, casas de gueixas e donos de bordéis, expandindo os antigos assentamentos alemães em cidades japonesas em expansão. Os números iniciais da população (1919-1920 ) para os territórios mandatados incluía cerca de 50.000 ilhéus, constituídos por povos indígenas da Oceania. A imigração japonesa levou ao aumento da população de menos de 4.000 em 1920 para 70.000 habitantes em 1930, e mais de 80.000 em 1933.Em 1935, a população japonesa sozinha era de mais de 50.000. Em 1937, quase 90 por cento da população de Saipan era japonesa (42.547 de 46.748). No censo de dezembro de 1939, a população total era de 129.104, dos quais 77.257 eram japoneses (incluindo chineses e coreanos étnicos), 51.723 ilhéus indígenas e 124 estrangeiros.[carece de fontes?] Enquanto o colono a população estava crescendo, a população indígena da Micronésia em algumas áreas estava diminuindo. Os direitos e o status da população indígena diferiam daqueles dos súditos imperiais japoneses. As perspectivas de emprego para Micronésios eram mais restritas, com condições de trabalho e salários desiguais.
O governo do Mandato construiu e manteve hospitais e escolas, e educação gratuita foi fornecida para Crianças da Micronésia com idades entre 8 e 15 anos. No entanto, as crianças da Micronésia frequentavam escolas diferentes daquelas usadas pelas crianças japonesas, e a escolaridade oferecida nelas era mais limitada e de menor duração. Crianças da Micronésia frequentaram o internatos onde a escolaridade obrigatória era usada para promover a religião do estado japonês e rituais Shinto. Um santuário xintoísta conhecido como Santuário Nan'yō foi estabelecido em Koror em 1940. As escolas missionárias cristãs foram proibidas de levar alunos da Micronésia onde existiam escolas do governo.

## Economia
O envolvimento econômico japonês na Micronésia começou no final do século 19. Antes do estabelecimento do Mandato, pequenos grupos de empresários japoneses estabeleceram empreendimentos comerciais na Micronésia Alemã e passou a controlar uma proporção significativa do comércio. No entanto, o desenvolvimento econômico da área foi prejudicado pelas distâncias que separam as ilhas, suas pequenas áreas de terra e seus pequenos tamanhos de mercado. O mandato foi inicialmente um passivo financeiro para o governo japonês, exigindo um subsídio anual de Tóquio. A safra comercial das ilhas era copra, que era usada em muitos produtos comerciais na época. Durante as décadas de 1920 e 1930, o governo japonês seguiu uma política de incentivo aos monopólios que combinavam a iniciativa privada com o capital do governo. Essa estratégia tinha como objetivo maximizar o número de colonos japoneses. Até o final da década de 1930, o desenvolvimento das ilhas foi realizado principalmente para ajudar a economia civil japonesa.

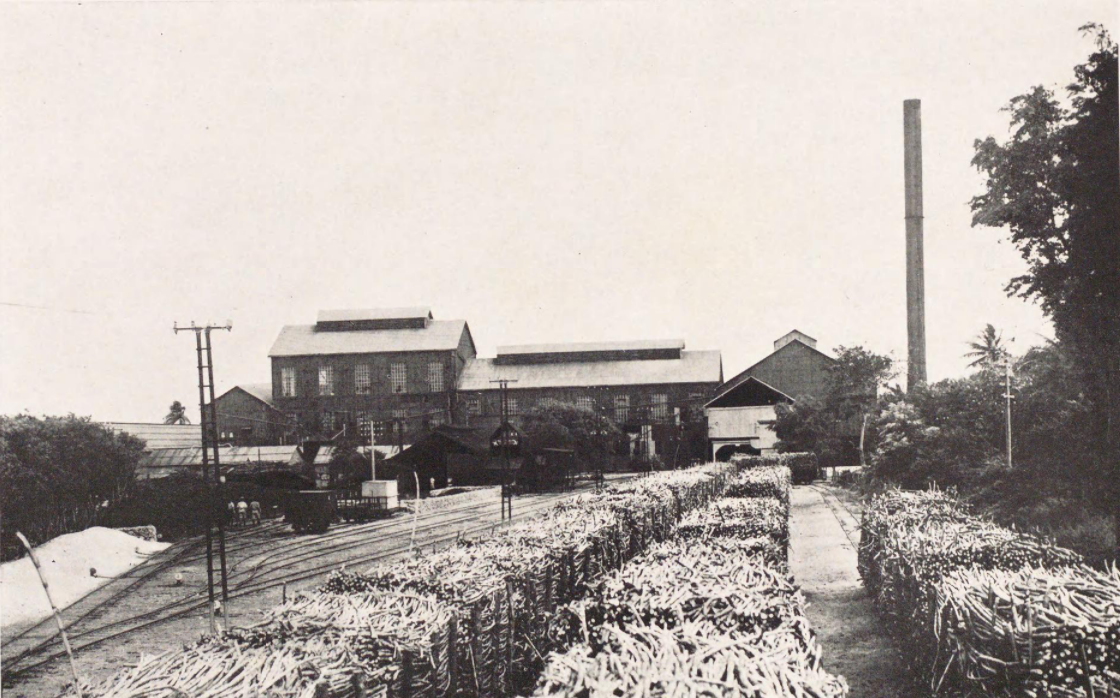
Fábrica de açúcar da Nan'yō Kōhatsu, Saipã por volta de 1932

A cana-de-açúcar tornou-se cada vez mais procurada no Japão, e as empresas comerciais japonesas lideraram o desenvolvimento da indústria nas ilhas. O empresário japonês Haruji Matsue chegou a Saipan em 1920 e formou a South Seas Development Company, que se tornou a maior empresa comercial da Micronésia. Ele expandiu significativamente as quantidades de cana-de-açúcar produzidas nas ilhas, com mais de 3,000 ha (7,400 acres) sob cultivo em 1925. No início dos anos 1930, as indústrias relacionadas ao açúcar eram responsáveis por mais de 60% das receitas do mandato. Em seu pico, a empresa manteve mais de 11,000 ha (27,000 acres) de plantações de açúcar usando fazendeiros arrendatários, bem como usinas de açúcar em Saipan, Tinian e Rota. Bananas, abacaxis, taro, cocos, mandioca, café  e outros produtos agrícolas tropicais também foram cultivados, colocando as ilhas no mesmo nível de Taiwan.[carece de fontes?] As ilhas também forneceram bases para a frota pesqueira japonesa que estava centrada em Koror. Pesca formou uma das indústrias mais lucrativas das ilhas. Grandes frotas de barcos foram usadas e fábricas de processamento de pescado foram instaladas em muitas ilhas. Os trabalhos de melhoria do porto foram realizados em Tanaha (Japonês: 棚 葉) em Saipan e Ilha Malakal em Palau no final dos anos 1920. Por no final da década de 1920, o mandato tornou-se autossuficiente, não precisando mais de subsídios e contribuindo financeiramente para o Império Japonês.
Os recursos de fosfato das ilhas foram explorados por empresas de mineração japonesas,  que assumiram as minas alemãs de fosfato na ilha Angaur e se expandiram Minas menores de fosfato nas ilhas vizinhas também foram abertas. As exportações totais para o Japão chegaram a cerca de 200.000 toneladas por ano. A ilha de Angaur sozinha produziu cerca de 60.000 toneladas por ano.[carece de fontes?] Os fosfatos foram usados para a agricultura. Bauxita foi outro produto mineral da estrutura econômica colonial, embora o mineral só estivesse presente no grupo Palau. Em 1937, a a indústria de madrepérola tornou-se lucrativa e grandes quantidades de pérolas, naturais e cultivadas, foram extraídas das ilhas.[carece de fontes?]
The South Seas Trading Company tinha um contrato exclusivo de 1915 com o IJN para fornecer frete, passageiros e serviços de correio para o Império, bem como entre as ilhas. A rota entre o Império e as ilhas foi posteriormente assumida pela Japanese Mail Steamship Company (Nippon Yusen Kaisha), a maior linha de navios a vapor do Império. As luxuosas amenidades oferecidas a bordo de alguns dos navios da empresa proporcionaram o início do turismo japonês nas ilhas.
O barco voador era o principal tipo de aeronave usado para a aviação comercial devido à escassez de terras planas disponíveis para aeródromos. A Companhia Aérea Imperial Japonesa iniciou alguns voos comerciais em 1935 usando o Kawanishi H6K2-L hidroavião de longo alcance. Os voos comerciais regulares foram iniciados em 1940 e um serviço regular começou em 1941. Os serviços comerciais cessaram logo após o início da Guerra do Pacífico, mas a ampla rede de bases de hidroaviões continuou a ser usada durante a guerra.

## Guerra do Pacífico

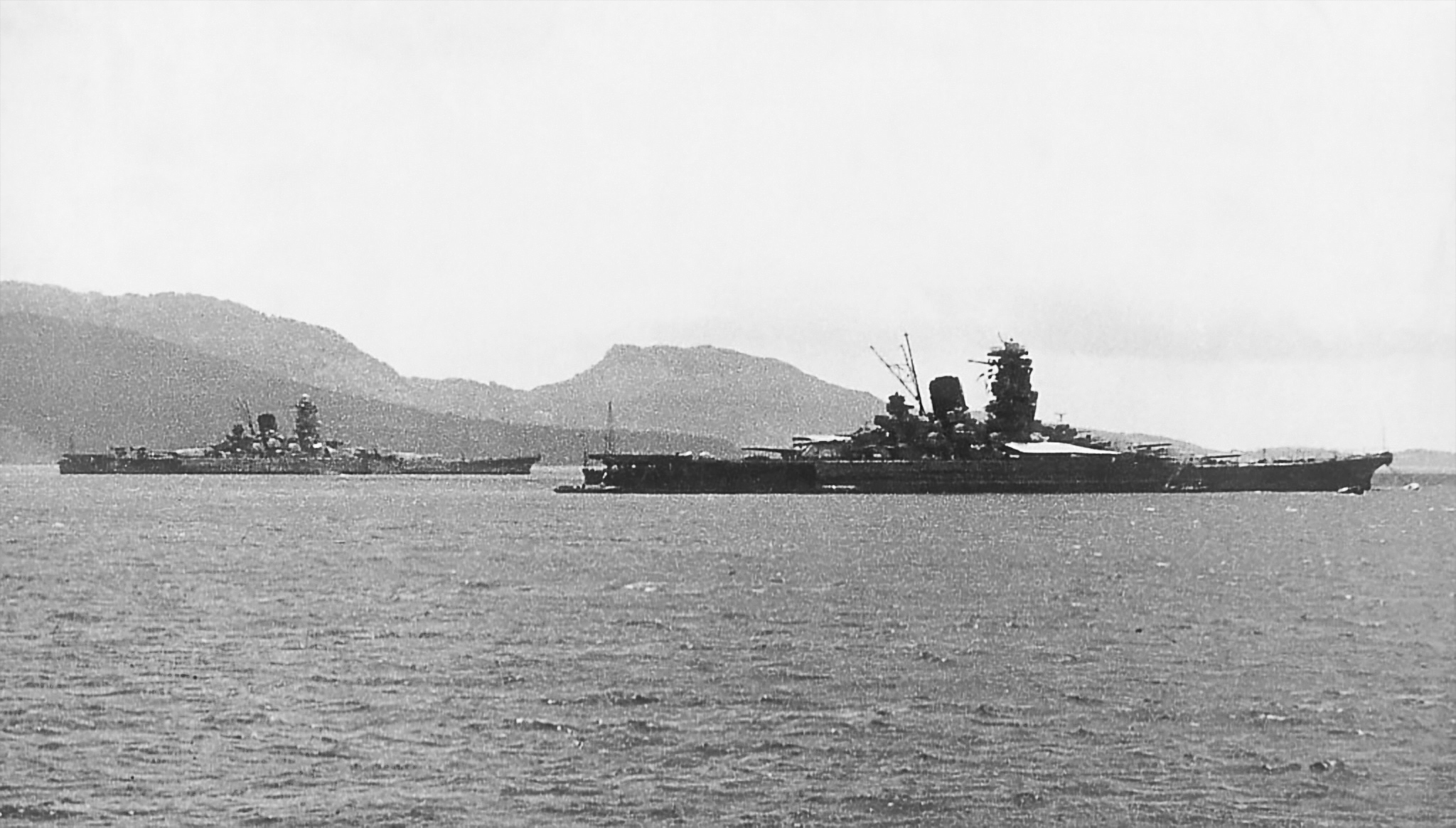
Encouraçados japoneses Yamato e Musashi ancorados nas ilhas Truk em 1943.

Os termos do mandato exigiam que o Japão não fortificasse as ilhas. No entanto, esses termos eram ambíguos e mal definidos, especificando apenas que o Japão não deveria construir "fortificações" ou construir "bases militares ou navais". A partir de 1921, os militares japoneses começaram a fazer pesquisas e planos para que o rápido deslocamento militar para as ilhas fosse possível em caso de guerra.
Durante a década de 1930, o IJN iniciou a construção de aeródromos, fortificações, portos e outros projetos militares nas ilhas controladas sob o mandato, vendo as ilhas como "porta-aviões não afundáveis" com um papel crítico a desempenhar na defesa das ilhas japonesas contra a potencial invasão dos Estados Unidos. Estes se tornaram importantes campos de preparação para as ofensivas aéreas e navais japonesas na Guerra do Pacífico.
- Atol de Kwajalein  nas Ilhas Marshall foi uma importante base de apoio ao ataque a Pearl Harbor e à Batalha da Ilha Wake.[30]
- Palau foi usado para apoiar a invasão das Filipinas pelo Japão.[36][30]
- Saipan nas Ilhas Marianas apoiou a Batalha de Guam.[30]
- Truk nas Ilhas Carolinas se tornou a base para desembarques anfíbios em Tarawa e Makin nas Gilberts durante a ocupação japonesa das Ilhas Gilbert,[30], bem como Rabaul na Austrália n mandato Territory of New Guinea.[carece de fontes?]
- Kosrae foi usado para realocar trabalhadores da Ocean Island evacuados
- Majuro nas Ilhas Marshall foi usado em ataques aéreos contra a Ilha Howland.[30]
- O Atol de Jaluit, também nas Ilhas Marshall, foi a base da qual o IJN apreendeu Nauru e a Ocean Island (agora conhecida como Banaba Island).[30]

O Exército Imperial Japonês também utilizou as ilhas para apoiar destacamentos aéreos e terrestres.[carece de fontes?]
Para capturar as ilhas do Japão, os militares dos Estados Unidos empregaram uma estratégia "saltando" que envolvia a condução de ataques anfíbios a fortalezas em ilhas japonesas selecionadas, submetendo algumas apenas a ataques aéreos e ignorando completamente outras . Essa estratégia fez com que o Império Japonês perdesse o controle de suas possessões no Pacífico entre 1943 e 1945.
O mandato da Liga das Nações foi formalmente revogado pelas Nações Unidas em 18 de julho de 1947, de acordo com a Resolução 21 do Conselho de Segurança, tornando os Estados Unidos responsáveis pela administração das ilhas sob o termos de um acordo de tutela das Nações Unidas que estabeleceu o Território Fiduciário das Ilhas do Pacífico. A maioria das ilhas posteriormente tornou-se parte de estados independentes.